# Галя Георгиева
Галя Симеонова Георгиева е български политик и икономист от ГЕРБ. Народен представител от ГЕРБ в XLIII народно събрание и кмет на Елин Пелин от 2007 до 2014 г. 

## Биография
Галя Георгиева е родена на 16 декември 1970 г. в град Елин Пелин, Народна република България.

### Политическа дейност
На местните избори през 2007 г. е кандидат за кмет на Елин Пелин, издигната от ГЕРБ. На проведения първи тур получава 1507 гласа (или 16,85%) и се явява на балотаж с втория след нея Емил Мишов от коалиция „Съюз за община Елин Пелин“ (Движение „Нашият град“, Съюз на свободните демократи) с 1417 гласа (или 15,84%). Печели на втори тур с 4111 гласа (или 57,67%). На местните избори през 2011 г. е кандидат за кмет на Елин Пелин, издигната от ГЕРБ. На проведения първи тур получава 3712 гласа (или 35,97%) и се явява на балотаж с втория след нея Валери Брънзелов от БСП с 1965 гласа (или 19,04%). Печели на втори тур с 5809 гласа (или 59,32%). През 2014 година прекъсва мандата си, след като е избрана за депутат в XLIII народно събрание, където остава до 2017 година. След това е заместник областен управител на Софийска област, но е отстранена от поста през януари 2020 година, според медиите заради близките си връзки с отстранения от ГЕРБ бивш председател на партията Цветан Цветанов.